# Spherillo misellus
Spherillo misellus är en kräftdjursart som först beskrevs av Budde-Lund. 1885.  Spherillo misellus ingår i släktet Spherillo och familjen Armadillidae. Inga underarter finns listade i Catalogue of Life.